# 須賀勇介 (ヘアスタイリスト)
須賀 勇介（すが ゆうすけ、1942年（昭和17年）2月18日 - 1990年（平成2年）9月14日）は、日本とアメリカで活躍したヘアスタイリスト。四天王と呼ばれたヘアスタイリスト（須賀勇介・宮崎定夫・田中親・イトウゴロウ）の一人。

## 来歴・人物
中国河北省石家荘市生まれ。山野美容専門学校卒業。
黒柳徹子のタマネギヘアの考案者、1976年モントリオールオリンピックのゴールドメダリストであるフィギアスケーター、ドロシー・ハミルの髪型「ハミルカット」の考案者として知られる。
ニューヨークで多数のハリウッド女優を担当。坂巻哲也や松尾俊二など、須賀の影響を受けたヘアスタイリストは多数。
RITZのオーナー金井豊は「これほどのカリスマは今後絶対に現れない」と評している。
早稲田美容専門学校副校長の天久博一はニューヨークで活躍していた彼の本を中学生の時に読んだのがきっかけで美容師を志したと述べている。

## 著書
- 『須賀勇介のビューティフルヘア』 光文社 1980
- 『素顔(ノーメーク)のスターたち―ビューティフル・ピープルになる秘訣』 光文社文庫 1986